# Судно на подводных крыльях

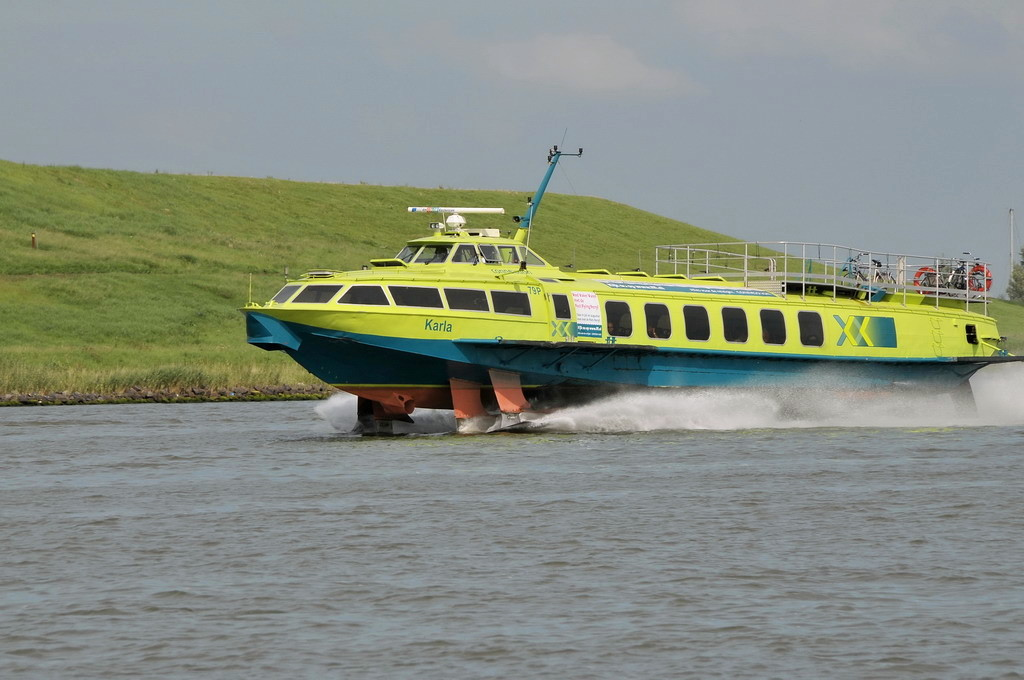
Судно на подводных крыльях «Karla» (тип «Восход», производство Украины) в Нидерландах

Су́дно на подво́дных кры́льях (СПК) — судно, поддерживаемое над водной поверхностью при движении на эксплуатационном режиме гидродинамическими силами, возникающими на подводных крыльях.
Находящиеся под корпусом подводные крылья создают подъёмную силу и частично или полностью поднимают корпус судна над поверхностью воды, что приводит к значительному уменьшению сопротивления движению и позволяет развивать скорость, недостижимую для традиционных водоизмещающих судов.

## Описание
На стоянке и при следовании с малой скоростью судно на подводных крыльях удерживается на воде за счёт силы Архимеда, как и обыкновенное водоизмещающее судно. На высокой скорости за счёт создаваемой этими крыльями подъёмной силы судно поднимается над водой. При этом значительно уменьшается площадь контакта с водой, и, следовательно гидродинамическое и лобовое сопротивление воды, что позволяет развивать более высокую скорость.
Для СПК экономически целесообразная скорость движения ограничена величиной около 100 км/ч (в современных СПК военного назначения скорость ограничена 180 км/ч). Такое ограничение вызвано проблемой кавитации подводного крыла (кипение воды вследствие понижения давления в зоне обтекания крыла), которая наступает при скорости 60—80 узлов и резко снижает его гидродинамические характеристики. И хотя на созданных под руководством Р. Е. Алексеева судах на малопогруженных подводных крыльях удалось достичь скоростей до 140 км/ч при безкавитационном обтекании крыла, СПК оказались малоперспективными для дальнейшего повышения скорости.

### Преимущества и недостатки
Преимущества
- Высокая скорость
- Низкое сопротивление при движении на крыльях
- Высокая мореходность, при достаточной длине стоек крыльев, нечувствительность к качке.

Недостатки
- Основной минус этих судов — низкая экономичность в сравнении с тихоходными водоизмещающими судами.
- Низкая мореходность при большом волнении, большая волна ударяет в днище своим гребнем или оголяет крылья при прохождении подошвы.
- Необходимость в мощных и вместе с тем лёгких и компактных двигателях (дизельный двигатель, газотурбинный двигатель) для «выхода на крылья».
- Невозможность подходить к необорудованным стоянкам ввиду глубокой осадки подводных крыльев (ПК).

## Устройство

Два типа подводных крыльев

### Крылья
Существует два типа подводных крыльев — частично погружённое крыло (или U-образное крыло) и полностью погружённое крыло (крыло в форме перевёрнутого Т).
Суда с полностью погружёнными крыльями менее подвержены качке от волн, поэтому они более стабильны и комфортны, особенно при использовании на море. Однако полностью погруженные крылья требуют постоянного управления, поэтому они стали широко использоваться с появлением компьютеров. Разумеется, такие компьютеры должны быть очень надёжными, так как в случае их отказа судно упадёт на воду и может даже перевернуться.
Суда с полностью погруженными крыльями появились сравнительно недавно, до этого использовались суда с U-образными крыльями, которые не требуют постоянного управления.
Обычно суда на подводных крыльях имеют два крыла, которые могут быть по-разному расположены относительно друг друга и корпуса судна.
- При так называемой самолётной компоновке главное (большее) крыло расположено перед центром тяжести судна, меньшее крыло расположено сзади.
- В схеме «утка» меньшее крыло расположено перед основным крылом.
- В тандемной схеме оба крыла имеют одинаковую площадь и располагаются спереди и сзади от центра тяжести, на равном от него расстоянии.

Самолётная схема и схема «утка» используются на малых судах, тандемная компоновка — на более крупных.
Управление подводными крыльями осуществляется двумя способами: путём изменения угла атаки (при этом поворачивается всё крыло) или при помощи закрылков.

### Корпус
Корпус СПК обычно имеет остроскулые обводы. Для уменьшения времени выхода на крылья на днище судна часто используются реданы.

### Двигатель и движитель
В качестве двигателя на судах с подводными крыльями используется либо дизель (в таком случае они являются теплоходами) либо газотурбинный двигатель (в таком случае они являются газотурбоходами).
Существует экспериментальный корабль на подводных крыльях с парусным двигателем «Hydroptère»
В качестве движителя может использоваться гребной винт либо водомётный движитель. На высоких скоростях КПД водомёта выше КПД гребного винта, особенно на скорости свыше 100 узлов. Гребной винт соединяется с двигателем посредством редуктора.

## История

### Появление судов на подводных крыльях

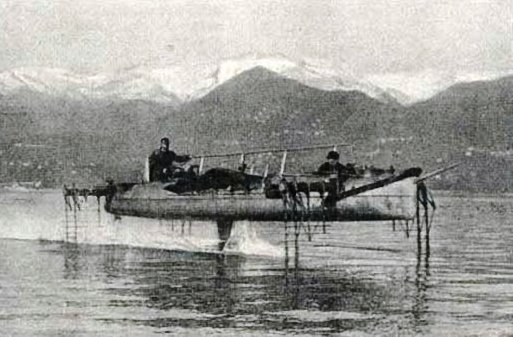
Судно на подводных крыльях Энрико Форланини на озере Маджоре в 1910 году

Первые попытки создать судно на подводных крыльях предпринимались ещё в конце XIX века. В 1897 году живший во Франции русский подданный Шарль де Ламбер построил и испытал на Сене небольшое судно на подводных крыльях. Однако мощности паровой машины, использовавшейся на этом судне в качестве двигателя, не хватило для развития скорости, необходимой для того, чтобы корпус судна поднялся над водой.
Более успешными были опыты итальянского изобретателя Энрико Форланини. Он проводил эксперименты с моделями судов на подводных крыльях с 1898 года. В 1906 году созданное им полноразмерное экспериментальное судно в ходе испытаний на озере Лаго-Мажоре достигло скорости в 68 км/ч (42,5 мили/час).  Этот катер имел многоярусные крылья наподобие этажерки.
В 1906 году в американском журнале Scientific American изобретатель Уилиам Мичхэм (англ. William E. Meacham) опубликовал статью о базовых принципах действия судна на подводных крыльях. Эта статья заинтересовала Александра Белла. Сначала он проводил теоретические изыскания, а в 1908 году, совместно с изобретателем Фредериком Болдвином (англ. Frederick W. Baldwin) приступил к испытаниям моделей.
Болдвин изучал работу итальянского изобретателя Энрико Форланини и занимался испытанием моделей, основанных на его разработках. В ходе мирового тура Белла в 1910—1911 годах Белл и Болдвин встретились в Италии с Форланини. Они вместе катались по озеру Лаго-Мажоре на созданном Форланини катере на подводных крыльях. По описаниям Болдвина катер двигался так гладко, как будто он летел. Вернувшись в Канаду, изобретатели продолжили разрабатывать судно на подводных крыльях. В результате они построили судно, получившее индекс HD-4. Это судно приводилось в движение двигателями «Рено». Оно развивало скорость до 87 км/ч (54 мили/час), быстро разгонялось, без проблем преодолевало волны, легко управлялось и отличалось высокой стабильностью. Белл отправил отчёт ВМС США. ВМС заинтересовались его опытами, и дали ему возможность приобрести два двигателя мощностью по 260 кВт (350 л. с.). 9 сентября 1919 года HD-4 установил мировой рекорд скорости на воде — 114 км/ч (70,86 миль/ч). Этот рекорд продержался десять лет.
В период между 1873 и 1914 годами британский кораблестроитель
Торникрофт работал над серией моделей судов на подводных крыльях. Эти модели имели только одно подводное крыло в носовой части реданного корпуса. В 1909 году его компания построила полноразмерное судно длиной в 22 фута, получившее название Miranda III. Оно приводилось в движение двигателем мощностью в 60 л. с. Как и модели, это судно имело только одно носовое подводное крыло и корпус не поднимался полностью из воды. Во время движения судно опиралось на носовое крыло и плоскую часть днища у кормы. После Miranda III было построено судно Miranda IV, которое развивало скорость до 35 узлов.

### Германия
В 1930-е — 1940-е годы в Германии работал видный специалист по СПК Ганнс фон Шертель (Baron Hanns von Schertel). В 1944 году он построил судно с водоизмещением в 80 тонн. Имея на борту груз в 20 тонн, оно развивало скорость до 40 узлов (около 74 км/ч) при высоте волн в 1,8 м. После войны сотрудники из его конструкторского бюро были вывезены в СССР, но сам Шертель сумел перебраться в Швейцарию, где основал компанию «Supramar».

### Швейцария
В 1952 «Супрамар» построил первое в мире коммерческое судно на подводных крыльях. Оно получило обозначение PT 10 и название Freccia d’Oro. Это судно совершало рейсы по озеру Лаго-Мажоре между Локарно (Швейцария) и Стресой (Италия). Это судно имело частично погружённые крылья, брало на борт 32 пассажира и развивало скорость в 35 узлов. Коммерческая эксплуатация началась 15 мая 1953 года. Это судно имело довольно скромные размеры: длина составляла 14,2 метра, водоизмещение — около десяти тонн. Корпус был деревянным. Судно приводилось в действие дизельным двигателем Daimler Benz type MB 507 мощностью в 800 л. с.
Первым в мире пассажирским судном на подводных крыльях, пошедшим в серию, стал тип PT 20. С 1950-х годов эти суда строились по лицензии «Супрамар» фирмой Rodriquez. Rodriquez начала строительство PT 20 в 1955 году. Первый PT 20 вступил в строй в 1956 году. Это судно, получившее название Frecia del Sole, использовалось в качестве парома через Мессинский пролив. Оно стало первым судном на подводных крыльях, получившим разрешение на использование в море. PT 20 имел водоизмещение в 32 тонны, брал на борт 72 пассажира и развивал скорость в 35 узлов.
С 1953 по 1971 «Супрамаром» была разработана целая серия судов на подводных крыльях: PT 20, PT 50, PT 75, PT 100 и PT 150. За исключением PT 150, все они относились к судам с частично погружённым крылом. В общей сложности было построено более двухсот судов, разработанных «Супрамаром», в основном их по лицензии строила фирма Rodriquez в Италии. Также некоторое количество таких судов было построено «Хитачи» в Японии.

### Советский Союз

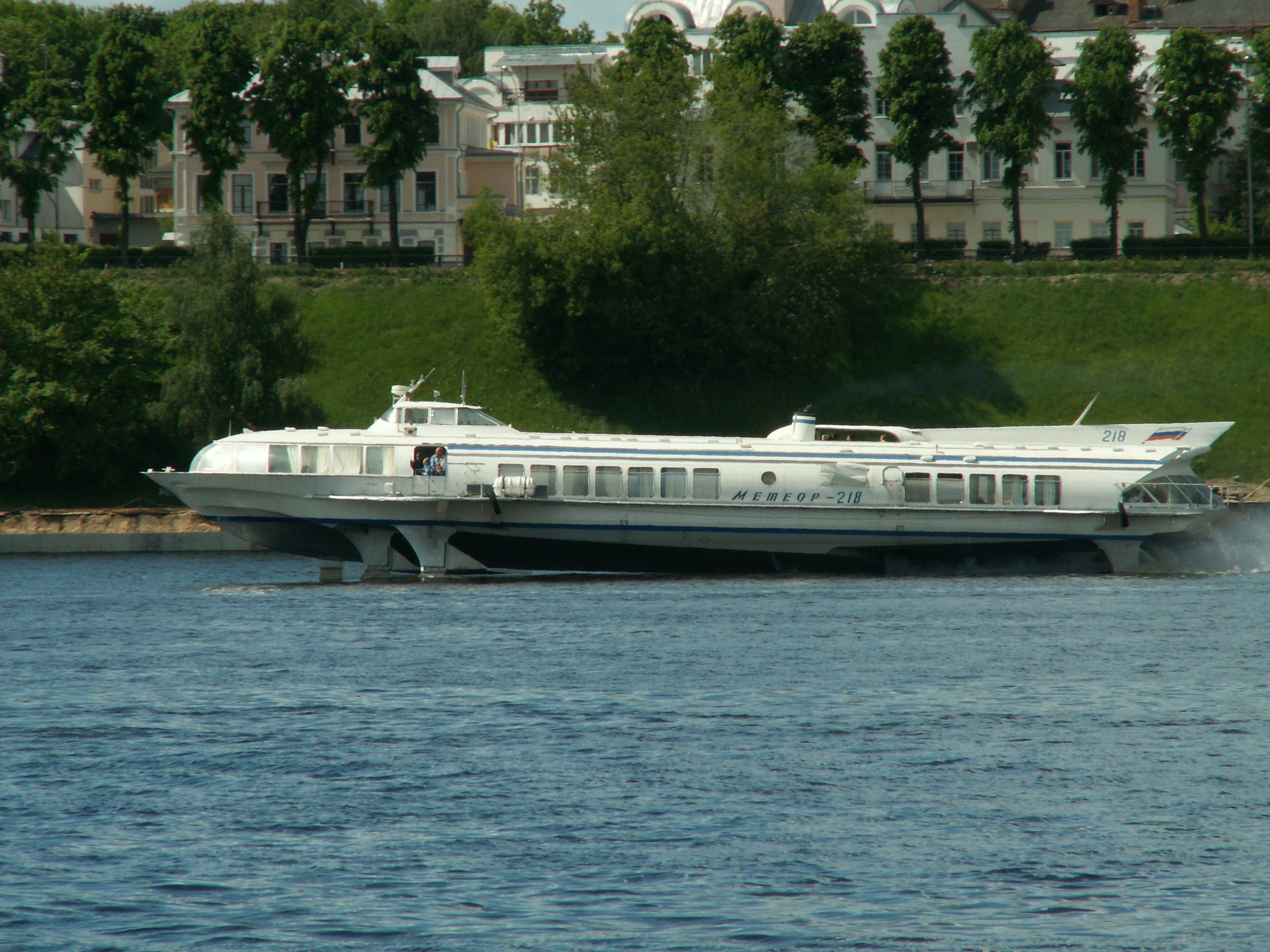
«Метеор» в Ярославле

В Советском Союзе экспериментальные работы по судам на подводных крыльях начались с 1933 года. Инженеры ЦАГИ Фролов В. Г. и Владимиров А. Н. провели первые исследования подводных крыльев в гидроканале ЦАГИ, первая самоходная модель СПК массой 300 кг с двигателем мощностью 10 кВт развила на крыльях скорость 32 км/ч, одновременно учёные Келдыш М. В., Кочин Н. Е., Лаврентьев М. А., Седов Л. И. и Л. Н. Сретенский выполнили первые фундаментальные теоретические исследования гидродинамики крыла вблизи водной поверхности, работы были переведены на многие языки.
В 1937 и 1941 годах в ЦАГИ испытывались катера с управляемыми глубокопогруженными крыльями системы Эпштейна Л. А.. При массе 1,3 тонны и мощности 96 кВт катер с воздушным винтом развил скорость 100 км/ч. В послевоенный период 1946-47 годов в ЦАГИ изучались катера с V-образными крыльями системы Шретеля.
Наибольших практических успехов добился молодой выпускник Горьковского индустриального (политехнического) института Ростислав Алексеев, в 1941 году начавший трудовую деятельность на заводе «Красное Сормово» контрольным мастером по приёмке танков Т-34. Во многом благодаря собственной инициативе и поддержке со стороны руководства, в сложные дни войны ему удалось организовать конструкторское бюро по разработке судов на подводных крыльях, впоследствии ставшее ведущим КБ страны по скоростным судам и экранопланам.
Первое СПК Алексеева — катер А-4 — был испытан в ноябре 1943 года. Созданный в 1947 году экспериментальный катер А-7 по своей схеме фактически являлся прообразом будущих речных пассажирских СПК на малопогруженных крыльях. Первый проект речного пассажирского СПК выполнен КБ в 1949 году, но была изготовлена только самоходная модель. Дальнейшие работы ориентировались на создании торпедных катеров на подводных крыльях, гражданские разработки шли инициативным порядком.
Успехи Ганса Шретеля и фирмы «Супрамар» середины 1950-х годов всколыхнули в СССР интерес к пассажирским СПК. В 1955 году КБ Алексеева (филиал ЦКБ-19) посещает министр речного флота Шашков З. А. и поражается увиденным. На последующем расширенном заседании парткома завода рассматривается, утверждается и рекомендуется к постройке эскизный проект первого пассажирского теплохода на подводных крыльях. С 1956 года начинается проектирование а затем и строительство, которое финансирует Министерство речного флота.
Первое пассажирское судно на подводных крыльях «Ракета-1» вступило в опытную эксплуатацию 25 августа 1957 года на линии Горький—Казань. С конца 1950-х годов начался серийный выпуск пассажирских судов на подводных крыльях «Ракета», «Метеор», «Комета» и «Беларусь». В 1970—1980-е годы последовали пассажирские СПК второго поколения «Восход», «Полесье», «Колхида», «Циклон», «Ласточка».
В единичных экземплярах в 1960-е годы были построены экспериментальные пассажирские СПК «Стрела-1» (первое в Советском Союзе морское пассажирское СПК, 1961), «Стрела-2» (1962), «Стрела-3» (1963), «Буревестник» (1964), «Чайка», «Спутник» (1961), «Вихрь», «Альбатрос» (1988).
Почти на всех советских пассажирских СПК применялись малопогруженные самостабилизирующиеся крылья, которые хорошо работали на речных, озёрных и морских прибрежных линиях при ограничении по мореходности до 3-4 баллов. Единственное морское пассажирское СПК с автоматически управляемыми глубокопогруженными крыльями проекта 1233 «Тайфун» было разработано в 1969 году в КБ «Алмаз» и находилось в опытной эксплуатации около года. Несмотря на достигнутые преимущества в мореходности и рекордно высокую скорость, это направление не получило развития из за значительно возросших расходов на строительство и эксплуатацию подобных систем.
Для служб судового надзора и спасательных станций в СССР выпускались катера на подводных крыльях «Волга» и «Москва».
Строились в Советском Союзе и суда на подводных крыльях военного назначения.
- В начале 1950-х годов 8 торпедных катеров проекта К123К были оборудованы носовыми подводными крыльями конструкции Алексеева Р. Е..
- В 1956 году на феодосийском судостроительном заводе «Море» построен более совершенный торпедный катер проекта 184 с носовым подводным крылом.
- В 1963—1967 годах построена серия из 16 сторожевых катеров на подводных крыльях проекта 125А.
- С 1971 по 1976 год для ВМФ СССР построено 24 торпедных катера проекта 206-М «Шторм».
  - Также с 1978 по 1985 год на Владивостокском ССЗ по заказу правительств Вьетнама, Кубы, Эфиопии и других стран построили 16 катеров по проекту 206МЭ, итого для Вьетнама было отправлено 5 катеров, для Камбоджи и Эфиопии — 2, для Кубы — 9 и ещё одно судно для Сейшельских островов.
- С 1976 по 1983 год на Средне-Невском ССЗ (пос. Понтонный около Ленинграда) для ВМФ СССР было построено 11 ракетных катеров проекта 206МР «Вихрь».
- Серия из 12 пограничных катеров проекта 133 «Антарес».
- В 1977 году в Ленинграде построен ракетный катер на подводных крыльях проекта 1240 «Ураган».
- В 1977 году опытный МПК «Александр Кунахович» проекта 1141.
  - Серия из 3-х МПК проекта 1145.1 «Сокол» (1987—199?).

Большинство советских судов на подводных крыльях были разработаны в Центральном конструкторском бюро по судам на подводных крыльях и опытном заводе «Волга» под руководством выдающегося инженера Ростислава Алексеева. Несмотря на то, что в СССР производство СПК было развёрнуто позже всех, их выпуск был наиболее массовым, в частности, Boeing Marine Systems сумел построить около 40 СПК, швейцарский Supramar — около 150, а СССР — более 1300. Советские пассажирские СПК отличались высокими технико-экономическими показателями, себестоимость пассажир-километра в 1964 году составила 1,38 копейки, а цена билета и время поездки были меньше, чем на аналогичных автобусных маршрутах. СССР стал лидером по выпуску СПК в мире. Благодаря всему этому советские СПК стали важным экспортным товаром, продававшимся и эксплуатировавшимся по всему миру в трёх десятках стран на разных континентах, а журнал «Популярная механика» высказал мнение, что в современном мире при слове «суда на подводных крыльях» (англ. Hydrofoil Boats) в первую очередь представляют модели советского производства.

#### Постсоветские страны
Исчезновение СССР совпало с мировым падением интереса к СПК, вызванным ростом цен на энергоносители и связанным с этим ухудшением рентабельности подобных судов. В 1993 году на Украине (в Крыму) было выпущено два судна проекта «Олимпия», и ещё два было заложено в 2002 году (по состоянию на 2015 год готовность 70 %).
В 2000-е гг. в России было построено 4 судна «Катран» (модернизация типа «Колхида»).
В настоящее время судостроительный завод «Вымпел» возобновил строительство СПК на заводе в Рыбинске. Головное судно проекта 23160 «Комета 120М» на 120 человек было заложено в августе 2013 года, его корпус выполнен из алюминиевых сплавов, крылья изготовлены из нержавеющей стали. Проектировщиком судна стало АО ЦКБ по СПК имени Алексеева. Особенностью судна в сравнении с прототипом, спроектированным в советские времена, стало добавление закрылков для стабилизации судна и смягчения ударов волн при волнении до 4 баллов. Первое из изготовленных судов получило название «Чайка», в честь позывного первой женщины-космонавта Валентины Терешковой. С августа 2018 года судно начало регулярные рейсы между Севастополем и Ялтой. В июле 2019 г. в Севастополе планируют спустить на воду ещё два СПК этого проекта, которые будут перевозить пассажиров по новым маршрутам.
В конце сентября 2017 года в Чкаловске спущено на воду спроектированное в СПК имени Алексеева малое судно проекта «Валдай 45Р» вместимостью 45 человек. Планировалось, что судно начнёт навигацию в 2018 году, в том числе в Санкт-Петербурге в рамках Чемпионата Мира по футболу 2018. Второе судно проекта спущено на воду 5 мая 2018 года. Предполагается, что первые суда проекта будут работать в Ханты-Мансийском автономном округе; в 2019 году планируется построить ещё два СПК этого проекта. Переговоры о поставке четырёх судов ведёт правительство Нижегородской области, чтобы открыть речные маршруты Нижний Новгород — Городец и Нижний Новгород — Макарьево.
Министерство Промышленности и Торговли также заявило о готовности профинансировать строительство модернизированного скоростного судна на подводных крыльях «Циклон» пассажировместимостью в 300 человек для Дальнего Востока и Балтийского Моря. В линейке проектов судов на подводных крыльях, разработанных ЦКБ им. Алексеева, есть газотурбоход «Циклон 250М», рассчитанный на перевозку 250 пассажиров.
23 декабря 2019 года в ЦКБ по СПК им. Р. Алексеева заложено головное судно проекта 03580 «Метеор 120Р», призванное прийти на смену старым «Метеорам».

### Соединённые Штаты Америки

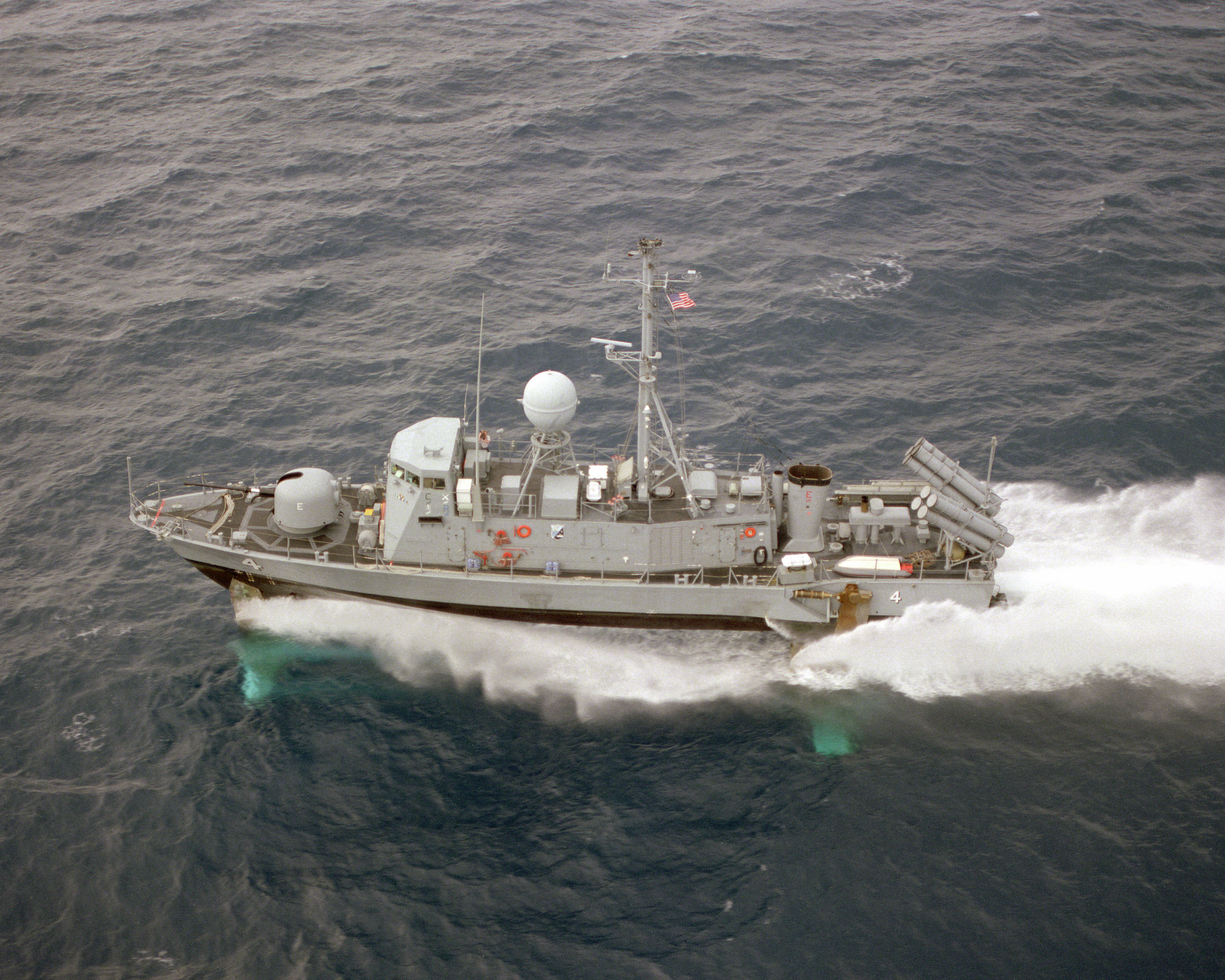
«Акила», патрульный катер типа Pegasus, США

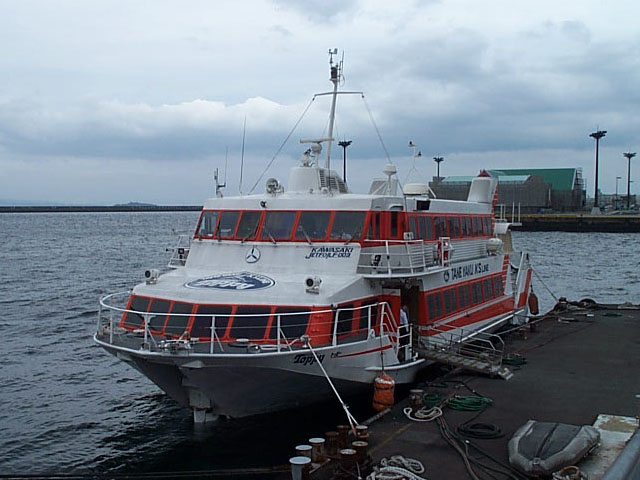
«Джетфойл» в Японии

В США разработкой судов на подводных крыльях занималась фирма «Боинг». Первое своё судно на подводных крыльях «Боинг» построил в 1962 году. Оно использовало в качестве движителя водомёт. В 1967 году «Боинг» построил артиллерийский катер (gunboat) «Tucumcari» водоизмещением в 57 тонн и длиной в 12,5 метра. «Tucumcari» был первым крупным судном, использовавшим водомёт вместо гребного винта. Он с успехом участвовал во Вьетнамской войне. На основе этого судна был создан целый класс патрульных ракетных катеров на подводных крыльях (англ. Patrol Hydrofoil Missileship (PHM)). Первое судно этого типа, «Пегас» (Pegasus), вошло в состав флота 9 июля 1977 года. Впоследствии «Боинг» построил для ВМС США ещё пять таких судов (этот класс судов получил название «Пегас», вслед за головным кораблём). Они прослужили до 1993 года.
Эти корабли отличались быстротой и сильным вооружением, они были в состоянии потопить даже самые большие наводные корабли.
«Пегасы» в основном использовались как патрульные суда, для предотвращения незаконного ввоза наркотиков. Из-за своей скорости они были настоящим ночным кошмаром для контрабандистов.
Кроме военных кораблей, «Боинг» создал и гражданские суда на подводных крыльях. Тип гражданских судов, созданных «Боингом» получил название «Джетфойл» (Jetfoil). «Джетфойлы» относятся к судам с полностью погружёнными крыльями. Они использовали водомёты в качестве движителя. Первые испытания «Джетфойла» состоялись 29 марта 1974 года. Впоследствии было построено более двадцати «Джетфойлов». «Джетфойлы» были большими мореходными судами, бравшими на борт от 167 до 400 пассажиров (в зависимости от модификации). «Джетфойлы» в основном используются как скоростные морские паромы в Гонконге, Японии, Канарских островах, Саудовской Арвии, Индонезии, Великобритании и Франции (в качестве парома через Ла-Манш). В Японии «Джетфойлы» по лицензии строит фирма «Кавасаки».

### Канада

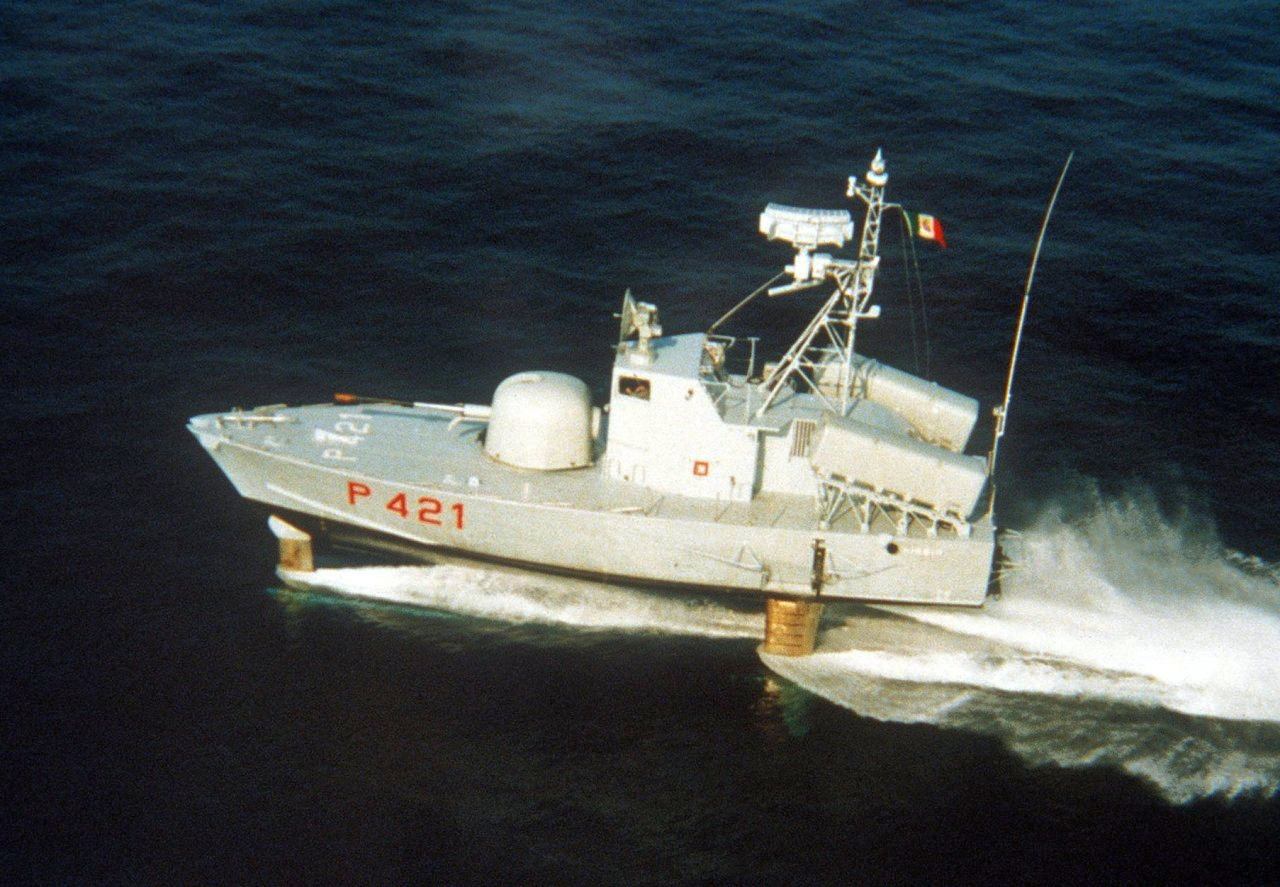
Ракетный катер типа «Спарвьеро» ВМС Италии

В конце 1960-х годов ВМС Канады был построен и испытан высокоскоростной противолодочный корабль на подводных крыльях, получивший название HMCS Bras d’Or. Bras d’Or относился к судам на подводных крыльях с частично погружённым крылом. Он развивал скорость до 63 узлов (116,7 км/ч). Однако дальнейшего развития этот проект не получил, в связи с изменением военной доктрины Канады. Bras d’Or был выведен из состава флота в 1971 году. Большая часть оборудования была продана. Сейчас Bras d’Or находится в музее.

### Италия
Начиная с конца 1970-х годов ВМС Италии использовали шесть судов на подводных крыльях, относящихся к классу Nibbio. Они были вооружены 76-мм пушкой и двумя ракетами. Эти корабли развивали скорость до 50 узлов (92,6 км/ч).
В настоящее время в Италии широко используется СПК для пассажирских перевозок (компания Liberty lines). Местное название данного класса судов — алискафо (итал. aliscafo).

## Использование, распространение

### СССР/Россия

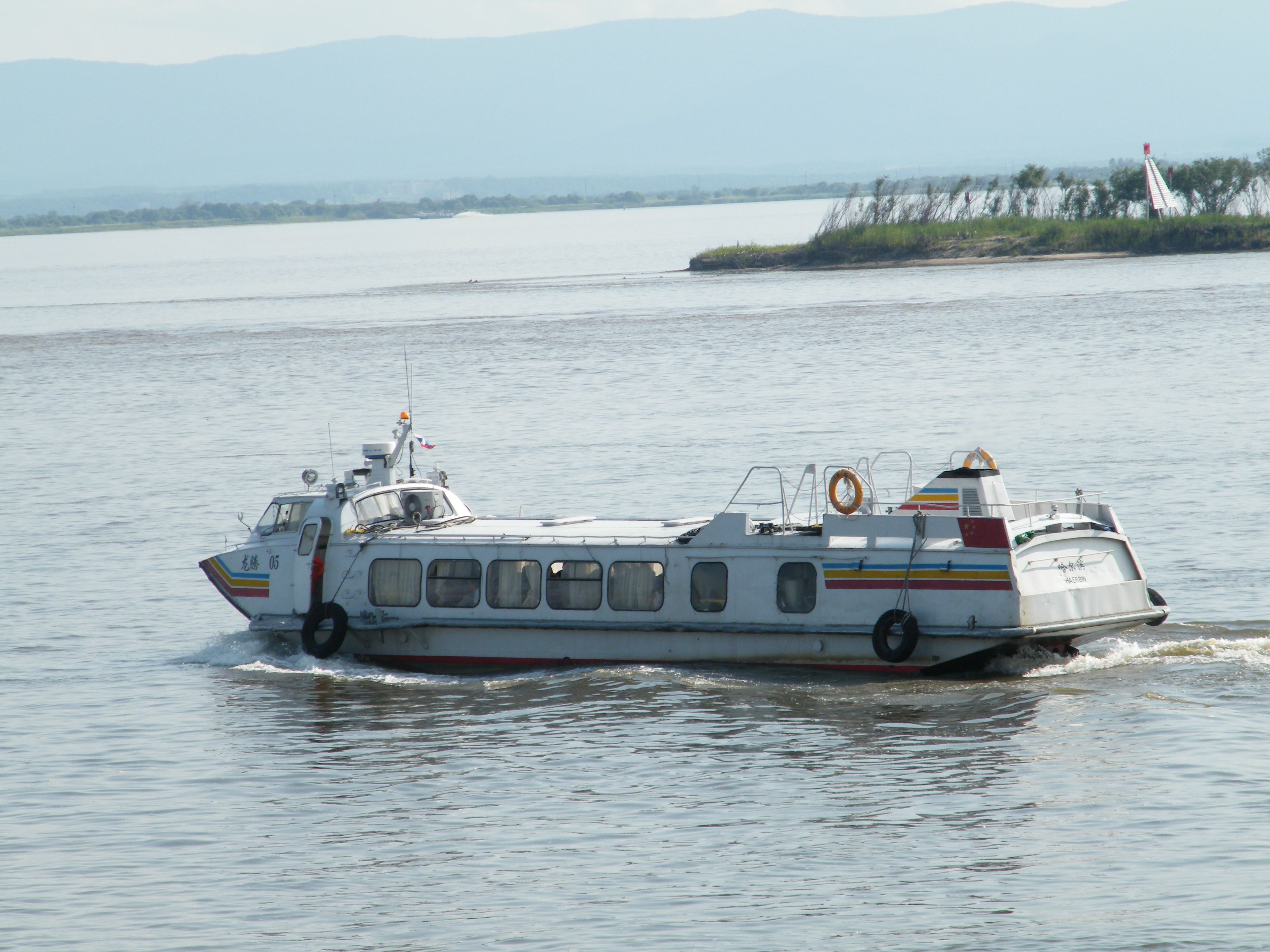
Китайский «Лунтан-5» пошёл из Хабаровска в Фуюань. Вдали виден прибывающий теплоход «Полесье»

Бум популярности судов на подводных крыльях пришёлся на начало 1960-х годов. К 1963 году суда этого типа были задействованы в пассажирском судоходстве по Волге, Днепру, Оби, Иртышу, Амуру и другим водным путям страны. Прогноз пассажирских перевозок на 1963 год составил 2 миллиона пассажиров, что на 50 % превышало фактический показатель минувшего 1962 года.
В настоящее время основной парк пассажирских СПК в России составляют суда, построенные в СССР. Всего было построено около трёхсот «Ракет», четырёхсот «Метеоров», ста «Комет», сорока «Беларусей», трёхсот «Восходов», ста «Полесьев», сорока «Колхид» и «Катранов».
- Рейсы «Метеоров» и «Восходов» из Санкт-Петербурга в Петергоф, Кронштадт и крепость Орешек.
- Рейсы «Метеоров» и «Комет» из Петрозаводска на Кижи, Великую Губу и Шальский по Онежскому озеру.
- Рейсы «Метеоров» из Сортавалы и Приозерска на Валаам по Ладожскому озеру.
- Рейсы «Колхид» и «Комет» из Санкт-Петербурга на Валаам по Ладожскому озеру.
- Рейсы «Метеоров» из Иркутскa в Братск по Ангаре через Балаганск и Усть-Уду. Для сёл, расположенных ниже Усть-Уды по течению, таких, как Аносово, Аталанка, Подволочное и ряда других, являются единственным доступным общественным транспортом.
- Рейсы «Комет» из Нижнеангарска в Иркутск по озеру Байкал.
- Рейсы «Метеоров», «Комет», «Ракет» и Восходов" по Волге, Дону, Каме и Амуру.
- Рейсы «Кометы» из Владивостока в Находку и посёлок Славянку.
- Суда «Сифлайт-1» и «Сифлайт-2» типа «Катран» (проект «Колхида») с 2008 года совершают регулярные рейсы по маршруту Анапа — Сочи (Анапа — Новороссийск — Геленджик — Сочи); и с 2009 года — по маршруту Анапа — Ялта.
- Рейсы СПК («Ракета», «Метеор», «Восход») по Лене — из Якутска по направлениям Якутск — Сангар — Жиганск и Якутск — Олёкминск — Ленск. Выполняются судами Якутской судоходной компании (ранее часть ЛОРПа). Благодаря неразвитости дорожной инфраструктуры Якутии летом альтернативы нет, пассажиропоток обеспечен. В советское время «Ракеты» ходили также и от Якутска по Лене и Алдану до Хандыги — рейс отменён в 1998 году, а также иногда (когда на Вилюе была судоходная обстановка) от Якутска по Лене и Вилюю до Вилюйска. Некоторые из этих рейсов превышают 600—700 км (самый дальний — Якутск—Жиганск — 771 км). «Ракета», как правило, отправляется из Якутска рано утром, около пяти-шести часов, и прибывает на место вечером[21], то есть для рейса в одну сторону используется почти весь световой день. Все линии обслуживаются теплоходами ещё советского производства, замены которым нет, так как эти серии давно сняты с производства. Эти суда считались не новыми ещё в 1980-е годы — на некоторых из них уже тогда стоял второй или третий по счёту двигатель. Но на 2012 год они оставались в работе благодаря постоянному интенсивному техническому обслуживанию.
- Теплоходы «Полесье» и китайские «Лунтан» ходят между Хабаровском и Фуюань, в основном перевозя «челноков».
- В 2013 году впервые за минувшие двадцать лет на судостроительном заводе «Вымпел» в Рыбинске состоялась закладка морского пассажирского судна нового поколения на подводных крыльях — «Комета-120М». Первое судно серии после спуска на воду было отправлено на достройку в Крым, и с 2018 года эксплуатируется на линии между Севастополем и Ялтой[22]; второе было спущено на воду в августе 2019 года[23], а третье — в июне 2020[24]. Дальнейшее производство осуществляется на заводе «Море» в поселке Приморский под Феодосией, до 2021 года планируется произвести ещё два судна[25].
- Разработано также двухпалубное морское пассажирское судно на подводных крыльях проекта 23170 «Торнадо-М» на 320 человек[26], не пошедшее в производство.
- «Валдай 45Р» проекта 21380 спроектировано в ЦКБ по СПК имени Алексеева и является модифицированной версией скоростных судов типа «Полесье»[27]. В 2018 году спущено на воду головное судно, в 2019 — ещё пять, в 2020 планировалось ещё семь. Пять судов предназначены для использования в Нижегородской области, два — в Обь-Иртышском бассейне. Заключены также контакты на дальнейшее производство, планируются поставки иностранным заказчикам из Юго-Восточной Азии[28].
- 23 декабря 2019 года в ЦКБ по СПК им. Р. Алексеева заложено головное судно проекта 03580 «Метеор 120Р», призванное прийти на смену старым «Метеорам»[18] (спущено на воду 3 августа 2021 года[29]). 2 марта 2021 года на АО «Зеленодольский завод имени А.М. Горького» состоялась церемония закладки двух скоростных пассажирских судов на подводных крыльях проекта «Метеор-2020» для Ханты-Мансийского автономного округа[30].

### Украина
- В 2016 г. судоходная компания ООО СП «НИБУЛОН» приобрела в Голландии[источник не указан 1030 дней] 2 судна (название «НИБУЛОН Экспресс — 1» и «НИБУЛОН Экспресс — 2») типа «Восход» (построенных на судостроительном заводе «Море» в 2002 г.) и успешно эксплуатирует их в Николаевской и Херсонской областях. В конце 2017 г. компания купила ещё 2 судна, типа «Полесье»[31][32].
- С 2014 г. группа энтузиастов Dniprofoil[33] использовала суда «ПоліссяONE» и «Полісся-5» типа Полесье на Херсонщине и в Киеве. В конце 2017 года оба судна проданы компании «НИБУЛОН»[31]. Идёт работа над восстановлением корабля «Метеор-37», а также малых катеров на подводных крыльях[источник не указан 1030 дней].

### Другие страны
- Судно на подводных крыльях типа «Полесье» (2010 г.) в Финляндии на туристической линии между озёрами Пяйянне и Кейтеле[34]
- Суда на подводных крыльях советского производства используются в Египте на реке Нил, точных сведений о маршрутах нет.
- Суда на подводных крыльях советского и российского производства («Метеор», «Восход» использование однодвигательных судов на данном маршруте было запрещено после аварии в 2013 году) используются во Вьетнаме на регулярной линии между городами Хошимин и Вунгтау (около 70 км, 1 час 30 минут в пути). Линия временно приостановлена в феврале 2014 года после пожара на одном из судов, однако в феврале 2015 года сообщение было возобновлено.
- Суда «Восход» и «Полесье» совершают регулярные рейсы по маршруту Тулча — Сулина по Дунаю.
- Linda Line — линия между Таллином и Хельсинки. На этой линии использовались суда типа «Комета» и «Олимпия».
- Суда типа «Полесье» курсируют между Калининградом, Фромборком и Эльблонгом. Эта линия эксплуатируется польским пароходством.
- Линия «Fast Flying Ferries» между Амстердамом и Велсеном. Эта фирма эксплуатируется фирмой-оператором общественного транспорта Connexxion. На этой линии используются суда типа «Восход» украинского производства.
- Суда на подводных крыльях «Комета» использовались на болгарском побережье Чёрного моря, выполняя регулярные рейсы по линии Варна — Несебр — Бургас — Созополь — Царево (ранее Мичурин). С 2011 года линия восстановлена бургасской компанией Bulgarian Hydrofoil EAD после 20-летнего перерыва.
- TurboJET — скоростная переправа через дельту реки между Гонконгом и Макао. Время переправы — менее часа при средней скорости в 83 км/ч. В основном на переправе используются суда «Джетфойл», построенные фирмой «Боинг». TurboJET также обслуживает Шэньчжэнь, Гуанчжоу и Цзюлун. Переправа эксплуатируется фирмой Shun Tak-China Travel Ship Management Limited.
- Суда на подводных крыльях используются дочерними подразделениями министерства транспорта Италии на трёх крупнейших озёрах Италии: Лаго-Мажоре между Локарно и Ароной (фирма Navigazione Lago Maggiore), озере Комо (фирма Navigazione Lago di Como) и Гарда (фирма Navigazione Lago di Garda). На каждом озере используются по три судна типа RHS150, на озере Комо до сих пор используется судно типа RHS70 — последнее судно этого типа, используемое в Италии.
- Суда на подводных крыльях советского производства используются на юге Италии на линиях, соединяющих острова Лацио и Кампании.
- Линия «Beetle» между Пусаном (Южная Корея) и Фукуокой (Япония). На этой линии в основном используются суда типа «Джетфойл». За день совершается пять рейсов.
- Суда на подводных крыльях курсируют между Стамбулом и Яловой.
- Линии в Эгейском море между Кикладами и Афинами в Греции, под общим названием «Flying Dolphins».
- Компания «Ionian cruises» использует суда типа «Комета» на линии Керкира (Корфу, Греция) — Саранда (Албания).

## Судна на подводных крыльях в филателии

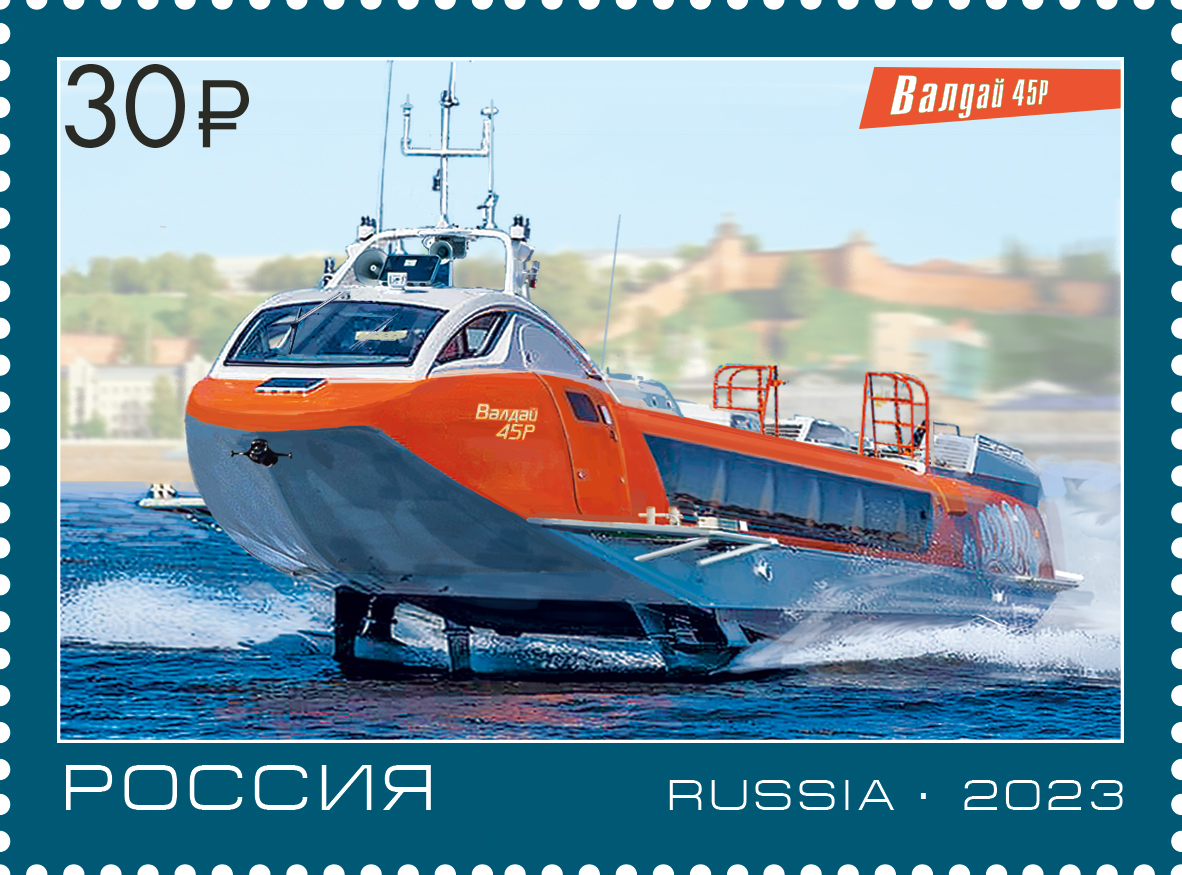
«Валдай 45Р»
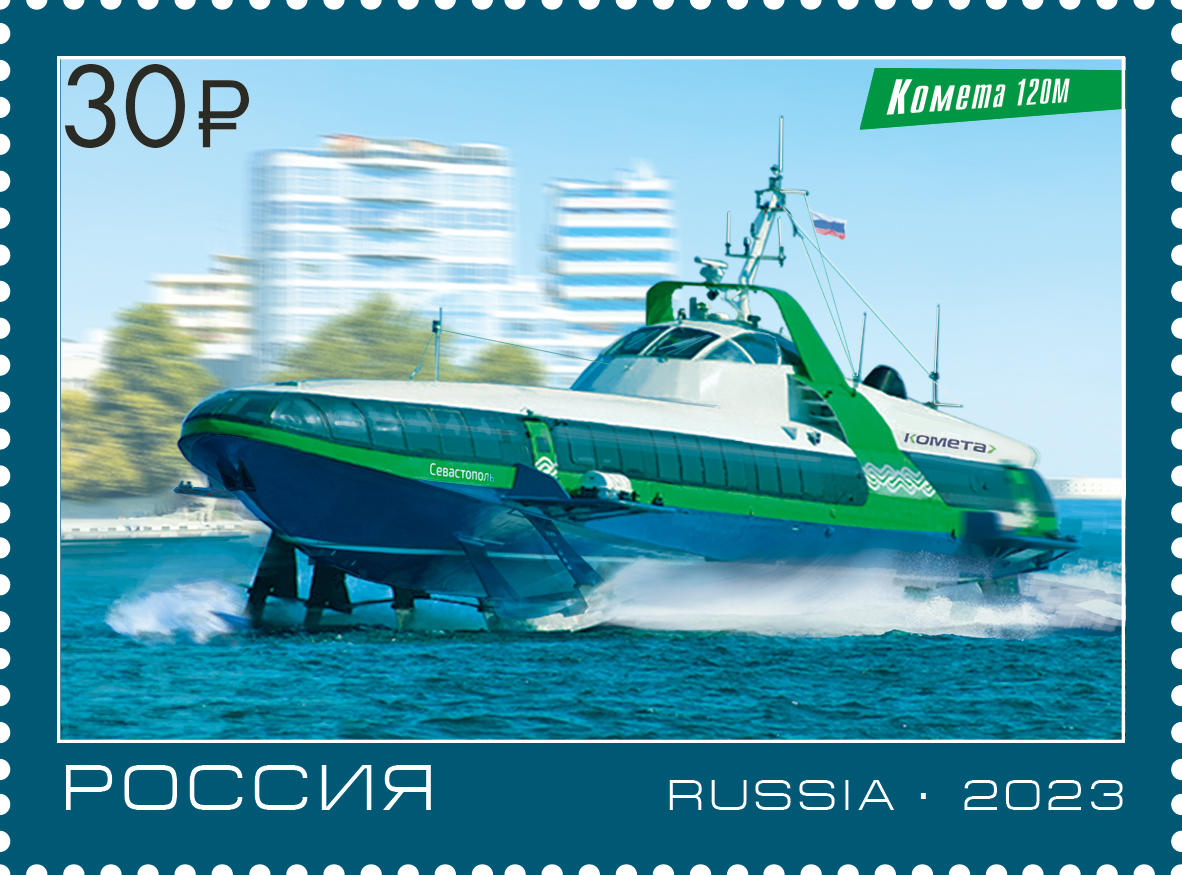
«Комета 120М»
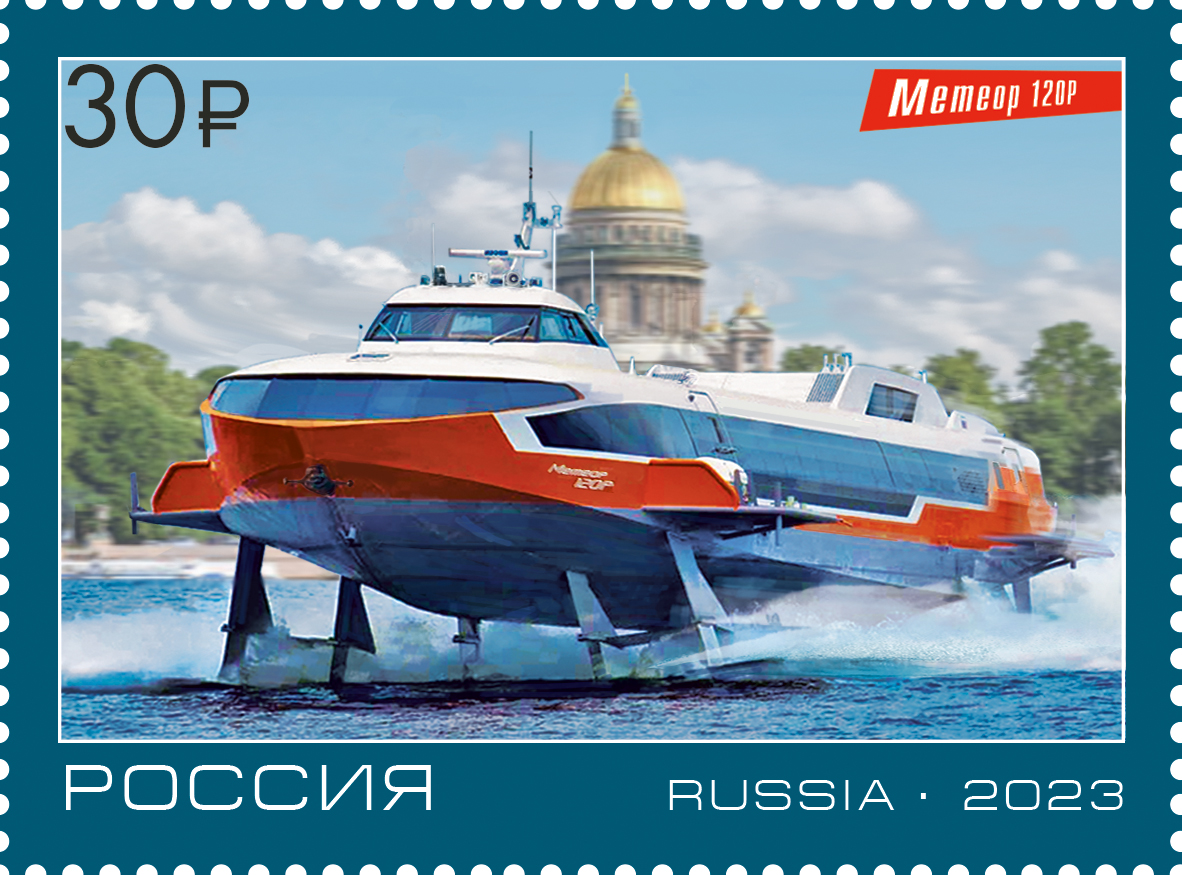
«Метеор 120Р»